# Булавка Галина Іллівна
Гали́на Іллі́вна Була́вка (нар. 11 серпня 1953, село Кіпешка, Распопенський район, Молдавська РСР) — український політичний діяч. Член партії ВО «Батьківщина». Депутат Дніпропетровської міськради (з 2010), голова постійної комісії з питань соціального захисту, материнства та дитинства. 4 березня 2015 року обрана депутатами Дніпропетровської міської ради секретарем міської ради та автоматично стала в.о. голови міста.

## Освіта
Дніпропетровський державний університет, хімічний факультет (1977), «Хімія». Дніпропетровський регіональний інститут державного управління Української академії державного управління при Президентові України (2003), «Державне управління», магістр державного управління.

## Трудова діяльність
- З 1971 — працівниця Дніпропетровського харчового комбінату.
- З 1972 — студентка, з 1977 — на кафедрі неорганічної хімії Дніпропетровського державного університету.
- З жовтня 1981 — від завідувача канцелярії до (з 1995) керівника справами виконкому Дніпропетровської міськради.
- Квітень 1999 — травень 2002 — заступник голови, керівник апарату Дніпропетровської облдержадміністрації.
- 16 травня 2002 — 13 грудня 2004 — голова, грудень 2004 — серпень 2006 — заступник голови Дніпропетровської облради.
- Липень 2008 — червень 2010 — начальник Головного управління Пенсійного фонду України в Дніпропетровській області.
- балотувалась на посаду Дніпропетровського міського голови в жовтні 2010 року.

Березень 2006 — кандидат в народні депутати України від Блоку Юлії Тимошенко, № 175 в списку. На час виборів: заступник голови Дніпропетровської облради, член ВО «Батьківщина».
Депутат Дніпропетровської облради VI скликання (2006–2010). В 2014 році Булавка балотувалась до Верховної Ради під номером 75 по списку Опозиційного Блоку.

## Цікаві факти
Галина Булавка — перша жінка в Україні, яка займала посаду голови обласної ради, була першою головою обласної ради Дніпропетровщини, яка виступила з парламентської трибуни.

## Нагороди
- Пам'ятна медаль «За вірну службу рідному місту» (1999).
- Відзнака голови Дніпропетровської облдержадміністрації «За розвиток регіону» (2000).
- Нагрудний знак Дніпропетровської обласної ради «За розвиток місцевого самоврядування» (2008).
- Орден княгині Ольги III (вересень 2001)[2], II (серпень 2003)[3], I ступенів (березень 2008)[4].
- Почесна грамота Верховної Ради України (вересень 2003).
- Орден святої великомучениці Варвари I ступеня (2003).
- Лауреат Всеукраїнської премії «Жінка ІІІ тисячоліття» в номінації «Рейтинг» (2008).